# TY Волопаса
TY Волопаса (лат. TY Boötis) — тройная звезда в созвездии Волопаса на расстоянии приблизительно 3709 световых лет (около 1137 парсеков) от Солнца. Видимая звёздная величина звезды — от +12,06m до +11,39m. Возраст звезды определён как около 4,58 млрд лет.
Пара первого и второго компонентов — двойная затменная переменная звезда типа W Большой Медведицы (EW). Орбитальный период — около 0,3171 суток (7,6116 часа).

## Характеристики
Первый компонент — жёлтый карлик спектрального класса G3**. Масса — около 0,93 солнечной, радиус — около 1,13 солнечного, светимость — около 1,057 солнечной. Эффективная температура — около 5469 K.
Второй компонент — жёлтый карлик спектрального класса G7*. Масса — около 0,4 солнечной, радиус — около 0,83 солнечного, светимость — около 0,62 солнечной. Эффективная температура — около 5834 K.
Третий компонент. Масса — около 0,49 солнечной. Орбитальный период — около 58,6 лет*.